# Сан-Патрицио (титулярная церковь)
Титулярная церковь Сан-Патрицио (лат. Titulus Sancti Patricii ad locum vulgo “Villa Ludovisi”) — титулярная церковь была создана Папой Павлом VI 5 февраля 1965 года апостольской конституцией Mirifica Ecclesiae. Титул принадлежит церкви Сан-Патрицио, расположенной в районе Рима Людовизи, на виа Бонкомпаньи.

## Список кардиналов-священников титулярной церкви Сан-Патрицио
- Уильям Джон Конвэй — (25 февраля 1965 — 17 апреля 1977, до смерти);
  - вакансия (1977—1979);
- Томас Фии — (30 июня 1979 — 8 мая 1990, до смерти);
- Кахал Брендан Дейли — (28 июня 1991 — 31 декабря 2009, до смерти);
  - вакансия (2009—2012);
- Томас Кристофер Коллинз — (18 февраля 2012 — по настоящее время).